# Pedro Almíndez Chirino
Pedro Almíndez Chirino, o Pedro Almíndez Chirinos (fl. XVI secolo), è stato un esploratore e conquistador spagnolo che governò la Nuova Spagna mentre Hernán Cortés si trovava in Honduras, nel 1525-26.

## Biografia
Nel 1530 fu mandato da Nuño Beltrán de Guzmán negli attuali stati messicani di Jalisco, Aguascalientes, Zacatecas e Sinaloa per esplorare la regione, alla ricerca di oro e argento, e per sottomettere gli indiani. Attraversò l'attuale città di Lagos de Moreno, Jalisco, nel marzo del 1530 con 50 soldati spagnoli e 500 alleati Tarascani e Tlaxcaltechi. L'incontro fu pacifico, ma venne accusato di un massacro a Morocito (Sinaloa) nel 1531, d in molti altri posti di aver distrutto e bruciato tutto quello che trovava. "Mocorito" in lingua cahita significa "luogo dei morti". Gli indiani lo chiamarono così per via degli indigeni uccisi da Pedro Almindez Chirino.